# Принцеса Сальма бінт Абдалла
Принцеса Сальма бінт Абдалла (араб. سلمى بنت عبدالله; (26 вересня 2000 , Амман ) — друга донька і третя дитина короля Абдалли II і королеви Йорданії Ранії. Народилася в медичному центрі короля Хусейна.

## Ранній життєпис
Принцеса Сальма походить із хашимітської родини. Її дід по батькові був тодішнім королем Хусейном, а її бабуся — англійська принцеса Муна, яка була його другою дружиною. У Сальми є один старший брат, кронпринц Хусейн, молодший брат принц Хашем і старша сестра принцеса Іман. У дванадцятому класі вона відвідувала «IAA» (Міжнародну академію Аммана). Принцеса Сальма закінчила IAA 22 травня 2018 року. У листопаді 2018 року принцеса Сальма закінчила Королівську військову академію Сандгерсті. Вона закінчила короткий курс введення в експлуатацію та стала першою жінкою-пілотом реактивного літака в збройних силах Йорданії в 2020 році. У 2023 році принцеса закінчила Університет Південної Каліфорнії за освітнім ступенем бакалавра археології

## Військова кар'єра
Сальма бінт Абдалла була призвана до Збройних сил Йорданії як другий лейтенант (24 листопада 2018 року).